# Knefastia howelli
Knefastia howelli é uma espécie de gastrópode do gênero Knefastia, pertencente a família Pseudomelatomidae.